# Il fantasma del Moulin Rouge
Il fantasma del Moulin Rouge (Le Fantôme du Moulin-Rouge) è un film muto del 1925 sceneggiato e diretto da René Clair.

## Trama
Julien Boissel è un deputato, un uomo serio e diffidente delle donne. Pensa che la fidanzata non lo ami più. Cerca di distrarsi e si reca al Moulin Rouge. Incontra lì, per caso, il  dottor Robini, esperto in spiritismo. Costui gli promette di liberarlo dal suo tormento rendendolo incorporeo e invisibile. La sua misteriosa scomparsa incuriosisce un reporter che si mette ad indagare.
Nel frattempo lui, divenuto puro spirito se ne va in giro per Parigi facendo scherzi a ignari passanti. Durante le sue scorribande scopre che la  fidanzata lo ama ancora e piange la sua morte, ma che il padre di lei, l'ha promessa  a un ricco editore privo di scrupoli.
Il dottore viene arrestato e rinchiuso in carcere con l'accusa di averlo assassinato. Dopo altre peripezie, Julien recupera il proprio corpo e sposa la fidanzata. 

## Produzione
Il film viene girato tra la tarda estate e l'inizio dell'autunno del 1924 e distribuito nel marzo del 1925, poco dopo l'uscita di Parigi che dorme.

## Prima
Il film uscì nel febbraio del 1925 al Colisée e al Madeleine.
Al Colisée Era accompagnato da musiche di Bach, Beethoven, Berlioz, Mozart ed altri. Al Madeleine  troviamo, ad accompagnare le immagini dello stesso film,  ancora Mozart, Saint-Saëns, Chausson, Čajkovskij ed altri. «Ciò dimostra che ai tempi del muto si curava a volte l'accompagnamento musicale più di quanto non sia stato fatto dopo, quando fu inventata la registrazione sonora» La musica come argine alle parole attraverso le quali l'avvento del sonoro avrebbe minacciato, secondo Clair, la settima arte. «Ma il film parlato non è tutto, esiste anche il film sonoro. È sul film sonoro che poggiano le ultime speranze dei partigiani  del cinema senza parole, (...)».

## Critica

### Tecnica cinematografica
Clair in questo film, che appare di volta in volta un giallo, una storia d'amore, una commedia fantastica, fa un grande uso della sovrimpressione. Essa gli serve: 
- per rappresentare l'elemento fantastico (lo spirito che lascia il corpo, richiama l'uso già fattone da Victor Sjöström in Körkarlen, Il carretto fantasma;
- per ottenere effetti comici,  "...cilindri che si moltiplicano, conigli che compaiono nei luoghi e nei momenti più impensati, giornali che prendono spontaneamente fuoco, automobili che partono da sole";
- per l'organizzazione complessiva del testo.[4]